# José Luiz de Oliveira
José Luiz de Oliveira (* 16. listopadu 1904 – ?), známý jako Zé Luiz byl brazilský fotbalista, který hrál jako obránce. Byl reprezentantem Brazílie, hrál na Mistrovství světa ve fotbale 1930. Během své kariéry hrál za Palmeiras-RJ, São Cristóvão a Bangu Atlético Clube. V roce 1926 vyhrál se São Cristóvão Campeonato Carioca. Neví se, kdy zemřel.